# Saskia de Bodt
Saskia Franciska Maria de Bodt (Oosterhout, 1952) is bijzonder hoogleraar Illustratie aan de Faculteit der Geesteswetenschappen van de Universiteit van Amsterdam en is vanaf 1990 als universitair docent betrokken bij de Universiteit Utrecht
De Bodt onderzoekt voornamelijk de beeldende kunst uit de periode 1850-1950, in Nederland en België. Op 29 september 1995 promoveerde ze bij prof. dr. Evert van Uitert op Halverwege Parijs: Willem Roelofs en de Nederlandse schilderskolonie in Brussel 1840-1890. Hoewel ze interesse heeft voor de toegepaste kunst, richt ze zich op de laatnegentiende-eeuwse schilderkunst. In 2006 publiceerde zij samen met de Belgische literatuur historicus Frank Hellemans: Taverne du Passage. Nederlandse schilders en schrijvers in België 1830 tot heden. De Bodt doet hoofdzakelijk onderzoek naar illustraties. Zo bestudeert ze de prentenboeken in het begin van de twintigste eeuw, en in het bijzonder de sprookjes van Andersen. Zij is vanaf 1990 als universitair docent betrokken bij de Universiteit Utrecht. In 2008 verscheen Zwart. De verbeelding van de zwarte mens in de Nederlandse illustratiekunst 1880-1980, het eerste deel in een reeks over kinderboeken. In 2014 verscheen De verbeelders - Nederlandse boekillustratie in de twintigste eeuw.
De Bodt werd op 14 februari 2008 benoemd tot bijzonder hoogleraar illustratie aan de Universiteit van Amsterdam, vanwege de Stichting Fiep Westendorp; zij aanvaardde haar ambt op 1 mei 2008 en sprak haar oratie uit op 13 november 2009 onder de titel Van Poe tot Pooh; illustreren om je penselen te kunnen betalen?

## Publicaties (selectie)
- 1987 Op de Raempte off mette bordes: Nederlands Borduurwerk uit de 17e eeuw, Becht - tentoonstellingscatalogus Amsterdams Historisch Museum
- 1997 Mesdag en zijn vrienden, Waanders ISBN 9789040099809
- 1990 Flora’s Schatkamer: Het bloemmotief in de Europese kunst en kunstnijverheid, Noordbrabants Museum
- 1995 Brussel kunstenaarskolonie: Nederlandse schilders 1850-1890, Snoeck-Decaju & Zoon ISBN 2871932263
- 1997 Mesdag en zijn vrienden, Waanders ISBN 9789040099809
- 1997 De Haagse School in Drenthe, Waanders ISBN 9040099170
- 1998 Bloemenstillevens uit Nederland en België 1870-1940, Waanders ISBN 9789040092879
- 1999 Isaac Israels: Hollands Impressionist, Scriptum Art ISBN 9055941514
- 1999 J.B. Jongkind en de Hoeksche Waard, University Press
- 2003 Erkend en miskend: Lourens Alma Tadema (1836-1912), (met Maartje de Haan), Ludion ISBN 90-76588-52-X
- 2003 Prentenboeken: Ideologie en Illustratie 1890-1950, (Met Jeroen Kapelle), Ludion ISBN 9076588589
- 2003 Schildersdorpen in Nederland, Terra ISBN 9789058971470
- 2005 Lizzy Ansingh (1875-1959), Terra ISBN 9789058974228
- 2005 Gedateerde Keramiek, Terra ISBN 9789069180762
- 2006 Een Zeeuwse Idylle: het beeld van Zeeland in prentenboeken 1900-1960, Terra ISBN 9789058976048
- 2014 De Verbeelders - Nederlandse boekillustratie in de twintigste eeuw, Vantilt ISBN 978 94 6004 1877
- 2017 Jongkind & vrienden - Tentoonstellingscatalogus, Thoth, ISBN 9789068687439